# Súng trường

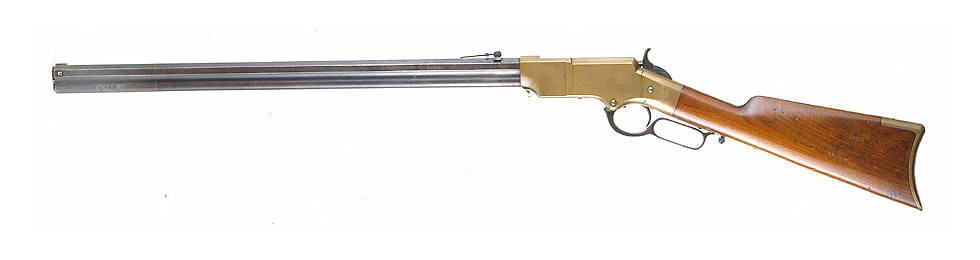
Súng trường Henry, loại súng trường đầu tiên sử dụng công nghệ đòn bẩy.

Súng trường (tiếng Anh: Rifle) là một loại súng cá nhân gọn nhẹ với nòng súng được chuốt rãnh xoắn, có báng súng và ốp lót tay hoàn chỉnh để phục vụ mục đích bắn điểm xạ. Rãnh xoắn này trong nòng súng được gọi là khương tuyến; khi bắn, viên đạn ép chặt vào thành nòng và miết vào khương tuyến này, biến dạng đồng thời tự xoay quanh trục nòng súng để tạo ra đường đạn ngoài sau khi bắn. Viên đạn sau khi thoát ra khỏi nòng sẽ xoáy mạnh trong không khí và tạo ra hiệu ứng khí động học giúp súng trường tầm bắn xa hơn hẳn so với các loại súng cổ như súng kíp hay súng hỏa mai. Từ "rifle" trong tiếng Anh cũng có nghĩa là "rãnh xoắn", và một khẩu súng trường cũng được gọi là "a rifle gun".
Súng trường là hỏa khí cá nhân cơ bản của mỗi người lính trên chiến trường hiện đại, chúng cũng góp phần chính yếu tạo nên màn hỏa lực của đơn vị bộ binh trên chiến trường. Hiện tại đa số quân đội các nước trên thế giới đều sử dụng súng trường như là vũ khí căn bản nhất trong bộ binh; ngoài ra, súng trường còn được sử dụng trong các mục đích khác như hành pháp, săn bắn hay thể thao.

## Phân loại

### Theo cơ cấu nạp đạn của súng

##### Cơ cấu thủ công
- Nạp đạn từ miệng nòng ( muzzle-loading)
- Nạp đạn từ khóa nòng (breech-loading gun)
- Nạp đạn bằng đòn bẩy (lever-action)
- Nạp đạn bằng kiểu bơm (pump-action)
- Nạp đạn bằng cách kéo thoi nạp đạn (bolt-action)

##### Cơ cấu tự động và bán tự động
- Nạp đạn bằng cơ cấu ổ xoay
- Nạp đạn bằng độ giật
- Nạp đạn bằng khối lùi nòng (blow-back)
- Nạp đạn bằng trích khí trực tiếp
- Nạp đạn bằng trích khí gián tiếp hành trình ngắn
- Nạp đạn bằng trích khí gián tiếp hành trình dài
- Nạp đạn bằng trích khí đầu nòng

## Lịch sử

### Từ súng hỏa mai nòng trơn tới súng trường bán tự động

#### Nòng súng rãnh xoắn và đạn có rãnh
Khó có thể nói rằng khẩu "súng trường hoàn chỉnh" đầu tiên đã xuất hiện từ khi nào. Những thử nghiệm đầu tiên về nòng súng với rãnh xoắn có vẻ như đã xuất hiện ở châu Âu từ thế kỷ XV: các cung thủ phát hiện ra rằng độ chính xác của mũi tên bắn ra sẽ được tăng đáng kể, nếu phần lông đuôi của mũi tên được vặn xoắn đi một chút ; còn các xạ thủ súng hỏa mai "cố tình" không lau chùi nòng súng của mình nhằm tạo ra những rãnh xoắn bằng muội thuốc súng bên trong nòng, vốn phải được lau chùi thường xuyên do loại thuốc nổ đen tạo ra rất nhiều muội và khói sau mỗi phát bắn . Khẩu súng hỏa mai nòng xoắn đầu tiên ra đời vào khoảng giữa thế kỷ XV, tuy nhiên, chúng không chiếm được nhiều cảm tình của những viên chỉ huy do thuốc súng có thể dễ dàng bị miết vào khương tuyến và bám lại bên trong đó khi nạp đạn. Vả lại, nòng rãnh xoắn cũng khiến xạ thủ mất nhiều thời gian hơn trong việc nạp đạn, điều đặc biệt tối kỵ với các đơn vị kỵ binh – họ không có dư thêm thời gian cho việc nạp đạn và lau chùi nòng súng trong lúc đang chiến trận.
Mặc dù vậy, nhược điểm của súng hỏa mai nòng trơn ngày càng lộ rõ theo thời gian. Vận tốc của viên đạn tương đối thấp do cỡ nòng lớn và thuốc súng yếu; độ chính xác thấp do viên đạn thường nhỏ hơn nòng súng, khiến chúng va đập vào thành của nòng khi bắn; cộng với đó là sự khó khăn về mặt kỹ thuật và giá thành cao khi muốn chế tạo súng với cỡ đạn vừa vặn với nòng. Do đó, việc ngắm bắn một cách kỹ càng cũng được cho là không cần thiết, số lượng đạn bắn ra sẽ bù lại độ chính xác của mỗi phát bắn mang lại . Súng nòng rãnh xoắn lúc này được sử dụng hạn chế như một vũ khí bắn tỉa nhằm hạ các mục tiêu quan trọng, hoặc yểm trợ hỏa lực một cách chính xác. Chiến thuật này đã phát huy hiệu quả bởi những người lính Anh Quốc thuộc trung đoàn 95th và 80th trong các cuộc chiến với Napoleón, cũng như lính bắn tỉa Hoa Kỳ trong chiến tranh Hoa Kỳ – Anh Quốc (1812).
Đầu thế kỷ XVIII, nhà toán học người Anh Benjamin Robins tiếp tục khám phá ra rằng: một viên đạn thuôn dài đem lại động năng và động lượng tương đương với viên đạn tròn có cùng khối lượng, nhưng lại chịu ít lực cản không khí hơn. Cùng với đó là loại đạn mới có khắc rãnh (tiếng Anh: miníe ball) giúp giảm thời gian nạp đạn trên nòng rãnh xoắn, khiến những khẩu súng có nòng rãnh xoắn nhanh chóng thay thế súng hỏa mai nòng trơn trên chiến trường. Về mặt cơ bản, những khẩu súng này không quá khác biệt so với người tiền nhiệm của chúng là bao, ngoại trừ độ chính xác và tầm bắn: từ chỉ khoảng 50m (súng nòng trơn) đã tăng vọt lên khoảng 500m với nòng rãnh xoắn .

#### Nạp đạn từ khóa nòng, búa kim hỏa và thuốc súng không khói
Mặc dù loại đạn miníe đã cải thiện cả tốc độ nạp đạn và tầm bắn lẫn độ chính xác so với đạn bi tròn, nhưng khẩu súng trường sơ khai vẫn còn rất phiền phức trong vấn đề nạp đạn, và súng vẫn chưa đạt được độ chính xác cao khi bắn.
Việc sử dụng kiểu nạp đạn từ khóa nòng đã có từ thế kỷ XIV , nhưng phải tới năm 1776 thì khẩu súng nòng rãnh xoắn đầu tiên sử dụng kiểu nạp đạn này mới được đưa vào sử dụng trong quân ngũ: khẩu Ferguson. Có một số lý do khiến chúng cũng không được sử dụng rộng rãi: chúng đắt gấp 4 lần một khẩu súng bình thường và có độ bền vô cùng kém do thiết kế tồi tệ của súng. Súng đã được sử dụng trong cách mạng Mỹ, và sử dụng một cách hạn chế trong cuộc chiến Mỹ – Anh tiếp sau. Việc nạp đạn hậu đem lại một số ưu điểm: nó khiến xạ thủ không còn phải đứng bắn mỗi khi giao chiến, giảm khả năng binh sĩ bị trúng đạn trên chiến trường.
Tương tự với cơ chế nạp đạn từ khóa nòng, vỏ đạn giấy cũng đã được sử dụng từ cuối thế kỷ XIV , được làm từ giấy phủ một lớp sáp ong hoặc mỡ động vật  Trong hầu hết trường hợp, đá mồi lửa sẽ kích cháy thuốc súng và đốt luôn cả vỏ đạn. Phát kiến đầu tiên về hệ thống đánh lửa không dùng cốc mồi là khẩu Dreyse của người Đức, sử dụng một cây kim dài và vỏ đạn giấy có hạt nổ bên trong làm cơ cấu khai hỏa; khi bắn, cây kim sẽ chọc xuyên qua phần thuốc bên trong vỏ giấy, đâm thẳng vào hạt nổ và kích nổ phần thuốc súng. Sau này, vỏ đạn được làm bằng kim loại, với hạt nổ nằm ngay ở đấy của vỏ đạn, cho phép khai hỏa dễ dàng hơn trước rất nhiều.
Một số loại đạn dược không sử dụng hạt nổ mà lợi dụng lực mạnh của búa khai hỏa đập mạnh vào vành vỏ đạn để khai hỏa. Các loại đạn này thường được trộn chất nhạy nổ trong thuốc đạn, như fulminate thủy ngân và/hoặc sử dụng thuật phóng áp suất thấp, vì vỏ đạn phải mỏng để truyền lực kích nổ tới thuốc đạn. Chúng có tầm bắn lẫn mức sát thương đều thấp so với đạn sử dụng hạt nổ kim hỏa cùng cỡ .
Thuốc súng của đạn sau đó cũng được chuyển dần sang sử dụng thuốc súng không khói, vốn có uy lực lớn hơn thuốc nổ đen rất nhiều mà lại ít sinh ra khói và muội than hơn. Hỗn hợp đầu tiên được sáng chế vào năm 1884 là Poudre B, viết tắt của "poudre blanche" ("bột màu trắng", phân biệt với "black powder" là thuốc súng đen). Hỗn hợp này gồm 68.2%  nitrocellulose, 29.8% collodion và 2% parafin, được cán mỏng và sử dụng ở dạng vảy nhỏ. Năm 1887, Alfred Nobel đăng ký bản quyền cho Ballistite, một hỗn hợp được tạo ra khi hòa tan nitrocellulose, nitroglycerin với tỉ lệ tương đương nhau cùng với long não trong dung môi, sau đó cho bay hơi rồi thu sản phẩm. Cordite của Anh/Mỹ cũng là một hỗn hợp tương tự sản phẩm của Nobel, nhưng sử dụng 5% vaseline thay cho long não và ép thành dạng sợi rồi sấy khô. Rất nhiều hỗn hợp thuốc súng không khói khác cũng được phát minh, ngày càng phát triển về kỹ thuật cháy cũng như sức mạnh và độ ổn định.

#### Đầu đạn spitzer, hộp tiếp đạn và cơ chế lên đạn
Theo thời gian, đầu đạn súng trường trở nên nhỏ hơn và nhẹ hơn, được bọc đồng để giảm ma sát với khương tuyến bên trong nòng. Phát minh lớn nhất về đường đạn súng trường trong khoảng cuối thế kỉ XIX là hiệu ứng Spitzer, theo hiệu ứng này, đầu đạn sẽ quay đủ nhanh để tạo ra một buồng chân không bao bọc ngoài viên đạn nhằm cố định đường đạn và giảm ma sát với không khí. Đi kèm với đó là hiệu ứng "chống trên mũi nhọn": đầu đạn được thiết kế để dồn trọng tâm về phía đuôi của viên đạn, làm cho viên đạn có xu hướng chống lại các ngoại lực đẩy viên đạn ra khỏi trục quay quanh chính nó của đầu đạn, khiến đường đạn ổn định hơn và viên đạn nằm gọn trong buồng chân không. Điều này khiến viên đạn có tầm bắn xa hơn rất nhiều, độ chính xác và sát thương của viên đạn cũng được cải thiện so với đầu đạn cố định trục thông thường.
Khi uy lực và độ chính xác của từng phát bắn được tăng lên, người ta bắt đầu cải tiến khẩu súng theo chiều hướng tăng tốc độ bắn của từng xạ thủ, nghĩa là tăng tốc độ nạp đạn. Nỗ lực đầu tiên trong việc này có thể kể đến như khẩu Colt Model 1855 sử dụng hệ thống lên đạn tự động tương tự như súng lục ổ xoay. Cơ chế này gây nguy hiểm cho xạ thủ do cơ cấu ổ quay này có tốc độ hoạt động rất nhanh với những cạnh kim loại sắc và nóng, có thể sát thương cánh tay của xạ thủ một cách dễ dàng trong lúc điểm xạ.
Cơ cấu nạp đạn bằng đòn bẩy (lever-action) được phát triển vào khoảng những năm 1840, sử dụng một cơ cấu đòn bẩy và lò xo để lên đạn, thường được chưa trong một băng đạn hình trụ dài kéo dài theo chiều dài nòng súng (đôi khi kéo dài vào trong cả báng) và chứa đựng những viên đạn nằm nối tiếp nhau trong ống. Kiểu nạp đạn này nhanh chóng tỏ ra ưu thế trước kiểu nạp đạn từng viên từ khóa nòng. Điển hình như trong chiến tranh Nga-Thổ Nhĩ Kỳ (1877–1878), quân Thổ sử dụng khẩu Winchester Model 1873 đã chiếm ưu thế trước quân đội của Sa Hoàng sử dụng súng trường Berdan lạc hậu. Khẩu Winchester Model 1873 cũng là khẩu súng nổi tiếng nhất trong số những khẩu súng sử dụng cơ chế nạp đạn đòn bẩy, và nhanh chóng trở thành biểu tượng của miền Viễn Tây với câu "The Gun that Won the West".
Kiểu nạp đạn bằng đòn bẩy vẫn tồn tại rất nhiều nhược điểm: xạ thủ gặp nhiều khó khăn khi lên đạn trong lúc nằm bắn; các viên đạn sắp xếp theo kiểu "đầu nối đuôi" trong băng đạn dễ dàng đập đầu nhọn của viên này vào kim hỏa của viên kia, kích nổ toàn bộ các viên đạn đặt trong ống theo dây chuyển. Thời gian nạp từng viên vào băng ống cũng rất mất thời gian, kẻ thù có thể lợi dụng điểu này để chớp thời cơ khai màn hỏa lực. Một cơ cấu khác với kiểu nạp đạn đòn bẩy dần trở nên chiếm ưu thế: nạp đạn bằng cách kéo chốt khóa nòng (bolt-action). Với cách nạp đạn này, sau mỗi phát bắn, xạ thủ phải kéo cần gạt để tống vỏ đạn cũ ra ngoài rồi lại đẩy cần gạt về vị trí cũ để gạt viên đạn mới từ băng đạn trượt vào trong bệ khóa nòng, sẵn sàng cho lần khai hỏa tiếp theo. Cơ chế này không hoàn toàn quá mới mẻ: khẩu Drayse trước đó đã sử dụng cơ chế này với thoi nạp đạn trượt và cách nạp đạn từng viên sau mỗi phát bắn, tuy nhiên những khẩu súng hiện đại vào cuối thế kỷ XIX – đầu thế kỷ XX thường sử dụng thoi nạp đạn xoay và băng đạn gắn liền với dự trữ 5-10 viên đạn hơn. Ưu điểm của chúng là đơn giản, bền, dễ dàng nạp đạn và lên đạn mặc dù có tốc độ bắn hơi thấp so với kiểu nạp đòn bẩy. Các khẩu súng này được sử dụng như là vũ khí chính tiêu chuẩn của bộ binh cho tới gần hết nửa đầu của thế kỷ XX

#### Súng carbine, súng trường bán tự động và hộp tiếp đạn rời
Những khẩu súng trường hiện đại hoàn chỉnh với đạn spitzer, cơ cấu bolt-action và băng tiếp đạn 5 viên vẫn chưa thỏa mãn hoàn chỉnh yêu cầu của một vũ khí bộ binh chủ lực. Chúng quá dài, đặc biệt là với lính kỵ binh, làm giảm sức sẵn sàng cơ động chiến đấu của binh lính trên chiến trường và sở hữu tầm bắn lẫn uy lực sát thương ở mức thừa thãi: tầm bắn hiệu quả lý thuyết lên tới 1000m trong khi đa số thị lực người lính chỉ đạt hiệu quả ở mức 400m, và họ cũng thường xuyên giao tranh ở tầm đó, trong khi đó gần như vô dụng khi giao chiến ở tầm dưới 50m. Mặc dù tới trước thế chiến tranh thế giới thứ hai, các khẩu súng trường được đưa vào chiến trận đều là các phiên bản carbine cắt ngắn nòng (Karabiner 98k là phiên bản carbine ngắn của khẩu Gewehr 98, cũng như M91/30 lẫn các phiên bản sau nó như M38 Carbine, M44 Carbine sử dụng trong chiến tranh Vệ quốc Vĩ đại đều là bản ngắn nòng của khẩu Mosin-Nagant M1891), nhưng sức sát thương và tầm bắn của những khẩu súng này đều vẫn quá thừa.
Phát kiến quan trọng nhất trong giai đoạn này là súng trường với cơ cấu lên đạn bán tự động, đi kèm với đó là hộp tiếp đạn rời. Nổi tiếng nhất trong số chúng là hai khẩu SVT-40 của Liên Xô và M1 Garand của Mỹ. Khẩu M1 đã trở thành biểu tượng của lính Mỹ cho tới khi được thay thế bằng khẩu M14 và sau đó là M16, còn khẩu SVT-40 dù sản xuất với số lượng nhỏ giọt nhưng thành công tới mức người Đức đã bên y chang thiết kế về để copy thành khẩu Gewehr 43 của riêng mình.
Cả G43 lẫn SVT-40 đều sử dụng hộp tiếp đạn rời cho phép nhanh chóng thay đạn trên chiến trường. Chúng không phải là những khẩu súng trường đầu tiên sử dụng băng đạn rời: khẩu Lee–Metford của người Anh đã có hộp tiếp đạn rời từ cuối thế kỷ XIX, tuy nhiên cấu trúc này phức tạp hơn so với nạp đạn từng viên bằng tay hay nạp đạn bằng kẹp đạn. Chỉ khi những súng trường bán tự động ra đời thì hộp tiếp đạn rời mới có chỗ đứng vững chắc của chính mình.

### Thế hệ súng trường mới: súng trường xung kích
Trước khi súng trường xung kích (tiếng Nga: Автомат, tiếng Đức: Sturmgewehr, tiếng Anh: Assault Rifle) ra đời, người Đức lần đầu tiên đưa ra giải pháp tạm thời trong thế chiến thứ nhất: sử dụng súng ngắn liên thanh song song với súng trường chủ lực. Súng trường sẽ hỗ trợ và tạo ra màn hỏa lực bắn thẳng mạnh mẽ từ tuyến sau, trong khi súng ngắn liên thanh trở thành hỏa lực xung phong gọn nhẹ trên chiến trường, áp đảo kẻ địch bằng chiến thuật xung kích tầm gần và tiêu diệt cụm hỏa lực địch với tốc độ bắn cao. Sự kết hợp bù trừ này hóa giải các điểm yếu và điểm mạnh giữa hai loại súng, bù lại vấn đề hậu cần lại càng trở nên nặng nề do giờ đây quân đội phải tiếp ứng cùng lúc cả hai loại đạn. Điều này khiến các nhà thiết kế súng cảm thấy sự cần thiết phải tạo ra một loại súng có khả năng thay thế cả hai: súng ngắn liên thanh lẫn súng trường phát một chủ lực.

#### Súng trường với máy súng tự động. Đạn cỡ trung bình
Bài toán giải quyết vấn đề của súng trường và súng ngắn liên thanh thậm chí đã được giải quyết từ trước khi bộ xung hỏa lực này ra đời: súng trường với nòng dài trung bình, sử dụng cỡ đạn rút gọn và bắn ở chế độ liên thanh. Hình mẫu đầu tiên của kiểu súng này ra đời năm 1911: khẩu Fedorov Avtomat.
Khác với những ý kiến cho rằng khẩu súng trường xung kích đầu tiên là StG-44 của người Đức, thì Fedorov Avtomat mới thực sự là khẩu súng trường xung kích đúng nghĩa đầu tiên. Súng nặng 5,2kg sau khi đã nạp đạn, sử dụng cỡ đạn 6,5mm. Ban đầu, súng được dự tính sử dụng cỡ đạn riêng với động năng 3,140 J và sơ tốc đầu nòng 860m/s. Do sự bảo thủ của Nga Hoàng, loại đạn ưu việt không được đưa vào sản xuất mà thay vào đó sử dụng đạn 6,5x50mmSR Arisaka kém cỏi hơn nhiều. Súng dễ bị nóng nòng do thiết kế tản nhiệt chưa thật sự hiệu quả, tuy vậy, hiệu năng sử dụng của súng cực kỳ đáng kinh ngạc so với loại đạn mà súng sử dụng và công nghệ thời bấy giờ: toàn bộ đạn rơi vào một bia 0,6m x 0,5m ở tầm 200m, 1,1m x 0,9m ở tầm 400m, tạo nên ưu thế tuyệt đối cho kỵ binh Hồng Quân trước kỵ binh Bạch Vệ trong Nội chiến Nga.
Ý tưởng này cũng được tiếp nối bởi hai khẩu FM 15 CSRG Chauchat của Pháp và Browning Automatic Rifle (BAR) 1918 của Mỹ. Khẩu Chauchat thì quá mạnh và quá giật với loại đạn 8x50mmR Lebel, khẩu BAR cũng mắc phải lỗi tương tự với đạn.30-06 Springfield. Một vài nguyên mẫu sau chiến tranh của Mỹ sử dụng đạn.30-06 đều không mang lại hiệu quả: khẩu Model 45A lẫn khẩu M1947 Auto Carbine đều chỉ dừng ở mức nguyên mẫu. Sự thất bại của những khẩu súng này cho thấy: súng trường xung kích không chỉ đơn thuần là thêm chế độ bắn tự động vào súng trường, mà còn cần một cỡ đạn mới nằm trung gian giữa sức mạnh của súng trường lẫn súng ngắn liên thanh.
Người Đức bắt đầu phát triển một cỡ đạn trung bình (tiếng Đức Mittelpatrone) với thành quả đầu tiên là khẩu Vollmer M35 cùng đạn 7.75×40.5 mm GECO, tiếp sau đó là đạn Pistolenpatrone M43 và khẩu MP 44. Đạn dùng loại thuốc đạn quá áp của súng ngắn, còn súng thì không có ốp lót tay hoàn chỉnh để bắn điểm xạ, chứng tỏ cả hai ban đầu không được thiết kế để thay thế súng trường. Sau đó, một chỉ thị của Hitler đã đổi tên cả súng lẫn đạn thành StG-44 (SturmGewehr 44) và 7,92x33mm Kurz, đồng thời thay thế cả súng trường Karabiner K98k lẫn súng ngắn liên thanh MP 40. Tuy đạt được vài thành công nhất định, nhưng súng không đủ sức để thay đổi cục diện cuối cuộc chiến.
Liên Xô sau khi từ bỏ mẫu AVS-36 đã chuyển sang phát triển song song loại đạn 7,62x41mm M43 song song với người Đức, sau đó tiếp tục cắt ngắn xuống để trở thành viên đạn 7,62x39mm huyền thoại. Đạn đi vào bộ xung hỏa lực của Hồng Quân Liên Xô năm 1945 cùng với carbine CKC nhằm thay thế khẩu Mosin – Nagant đã quá dài và nặng, đồng thời là giải pháp tạm thời trong lúc cuộc thi tuyển chọn thiết kế mẫu súng trường xung kích mới chưa đưa ra kết quả cuối cùng. Người Mỹ cũng đưa ra một bộ đôi súng – đạn tương tự là M1 Carbine và .30 Carbine, tuy nhiên bộ đôi này kém thành công hơn nhiều do đạn được thiết kế như đạn súng ngắn, không có spitzer khiến cho động năng của viên đạn quá yếu so với chức năng của một khẩu súng trường. Súng không thay thế được M1 Garand, chỉ được dùng hạn chế ở tuyến sau như hậu cần, quân nhu hoặc các lực lượng tham chiến trên chiến trường Thái Bình Dương; những đơn vị đòi hỏi ở khẩu súng sự gọn nhẹ, dễ sử dụng.

#### Súng trường xung kích hoàn chỉnh, đạn cỡ nhỏ và súng trường chiến trận.
Mikhail Kalashnikov, nhà thiết kế súng lừng danh sau này của quân đội Xô Viết, bắt đầu với mẫu thiết kế dùng đạn M43 của mình từ năm 1944. Trước đó, vào năm 1941, khi ông nằm viện sau khi bị thương, một đồng chí ở giường bên cạnh đã hỏi ông rằng: "Tại sao quân ta chỉ có thể trang bị 1 khẩu súng trường cho 2-3 người lính, trong khi bọn Đức lại có cả súng tự động ?". Ông bị ám ảnh bởi câu nói đó, và thiết kế ra nhiều mẫu súng tự động cá nhân khác nhau, tuy nhiên chưa mẫu nào được Hồng Quân chấp nhận.
Năm 1946, ông tiếp tục tham gia vào cuộc thi thiết kế súng trường xung kích mới của Hồng Quân, với hai mẫu thử nghiệm AK-1 và AK-2. Sau đó, trợ lý của ông là Aleksandr Zaitsev đã chỉnh sửa cả hai mẫu thiết kế nhằm tăng thêm độ tin cậy. Kalashnikov tỏ ra khó chịu, nhưng Zaitsev đã thuyết phục được cấp trên của mình miễn cưỡng chấp nhận. Nguyên mẫu AK-1 được chọn, trở thành khẩu AK-46 rồi sau đó được tiếp tục hoàn thiện thành khẩu AK-47 và AKM. Súng được chấp nhận rộng rãi trong quân đội Xô Viết, đặc biệt là sau sự ra đời của súng máy hạng nhẹ RPK và súng máy đa chức năng PK – tất cả chúng đều là sản phẩm của nhà thiết kế Mikhail Kalashnikov. Bộ xung hỏa lực AK-47 – RPK – PK, cùng với Dragunov SVD và RPG-7 trở nên nổi tiếng toàn thế giới với khả năng dễ sản xuất, bảo trì bảo dưỡng đơn giản, kỹ thuật ưu việt nhưng không quá phức tạp và nhất là hỏa lực mạnh mẽ với giá thành rẻ. Chúng là những biểu tượng của khối quân sự Warsaw trong thời kỳ chiến tranh Lạnh.
Mỹ cũng tạo ra một cuộc thi tương tự của Liên Xô với sự tham gia của  Winchester, Remington và Springfield Armory. Mẫu thiết kế T20 và T25 của Springfield dựa trên khẩu M1 Garand được lựa chọn, sau đó T25 trở thành khẩu M14 với một vài chỉnh sửa từ khẩu T20 và sử dụng loại đạn súng trường mới của khối NATO: 7,62x51mm. Tuy nhiên, các cấp trên Mỹ chưa hài lòng với điều này: báo cáo chiến trường từ Việt Nam gửi về cho thấy súng quá giật khi bắn ở chế độ hoàn toàn tự động, trở nên thất thế trước đối thủ AK-47 tới từ khối Cộng sản. Do đó, một thiết kế mới tới từ Eugene Stoner của ArmaLite mang tên AR-10 đã được lựa chọn; ban đầu thiết kế này sử dụng đạn 7,62x51mm NATO nhưng sau đó chuyển sang dùng loại đạn cỡ nhỏ .223 Remington và có tên mới là AR-15. McNamara đã bỏ ngoài tai những nghi ngờ của tướng lĩnh về khả năng sát thương yếu kém của loại đạn cỡ nhỏ, tăng cường sự ủng hộ với nhà thầu chính Colt vốn đã mua lại ArmaLite, khiến súng được cả Hải – Lục – Không quân chấp nhận với tên gọi M16.
Các nước châu Âu và đồng minh Mỹ hầu như không muốn sử dụng loại đạn.223 (hay 5,56x45mm) này. FN Herstal của Bỉ đưa ra mẫu FN FAL, Thụy Điển có SIG SG 510, Nhật Bản có Howa kiểu 64, còn Tây Ban Nha có khẩu súng trường CETME của riêng mình. Heckler & Koch cải biên mẫu thiết kế của CETME và tạo ra khẩu G3 cho quân đội Đức; trớ trêu thay, CETME tạo ra khẩu súng từ mẫu thiết kế CEAM Modèle 1950 của Pháp, tới lượt khẩu súng này lại là một phiên bản mẫu thử StG-45 của Đức Quốc xã, vốn bắt nguồn từ mẫu MKb Gerät 06(H) sử dụng cơ chế máy lùi có hãm con lăn của khẩu súng máy hạng trung nổi tiếng MG42. G3 trở thành nền tảng cho một loạt súng bộ binh của Đức, trong số đó có súng máy MG3 và tiểu liên MP5.

#### Hoàn thiện đạn cỡ nhỏ. Thiết kế băng đạn phía sau tay cầm
Đầu thập niên 70, một nhóm nhà thiết kế và kỹ sư Xô Viết dưới sự chỉ đạo của trưởng nhóm M. Sabelnikov được giao nhiệm vụ thiết kế loại đạn súng trường xung kích mới. Và sản phẩm của họ là đạn 5,45x39mm 7N5, cùng với đó là khẩu súng trường xung kích mới AK-74
Đạn có thiết kế đặc biệt, với phần đầu rỗng lớn và mũi chì đệm, lõi xuyên tù nhằm dồn trọng tâm đầu đạn ra sau, đảm bảo hiệu ứng Spitzer và "chống trên mũi nhọn". Các phiên bản sau của đạn ngày càng được cải tiến dần: 7N10 thu nhỏ khoang đầu rỗng, dồn trọng tâm bằng điều chỉnh khối lượng; 7N22 loại bỏ khoang đầu rỗng, giữ lại mũi chì, đầu đạn thuôn hơn. Nhờ những cải tiến đơn giản mà hiệu quả này, sức xuyên của đạn được đảm bảo mà vẫn thu nhỏ được đạn, giữ lại các lợi thế khí động học. Ở tầm 100m, đạn 7N10 xuyên 14mm thép cán CT-3. còn đạn 7N22 xuyên qua áo giáp dày 20mm với tỉ lệ 80%.
Khối NATO chấp nhận cỡ đạn.223 của Mỹ, trở thành loại đạn 5,56,45mm NATO. Mặc dù vậy, đạn được thiết kế lại hoàn toàn do châu Âu không chấp nhận dùng đạn cũ, đồng thời phải đáp ứng với các yêu sách của Mỹ là tương thích ngược khẩu M16A1 hiện có. Loại đạn mới được chọn là thiết kế SS109 của FN Herstal, ngay sau đó, NATO chuyển sang dùng loại đạn này cùng các thiết kế súng trường mới: FN CAL và FN FNC của FN Herstal, H&K G36 của Heckler & Koch, SIG SG 550 của Swiss Arms AG,. Cùng với đó là một loạt các thiết kế dựa trên khẩu AR-18 (phiên bản hoàn thiện hóa của AR-15/M16) được các nước, chủ yếu là châu Á chế tạo và sử dụng. Trong số đó có thể kể tới K1 và K2 của Hàn Quốc, SAR-80 của Singapore, Howa Kiểu 89 của Nhật Bản, Kiểu 65 của Đài Loan... Tương tự, Trung Quốc cũng thay thế đạn M43/67 của Liên Xô bằng đạn 5.8×42mm DBP87, sử dụng lần đầu trong Xung đột biên giới Việt–Trung 1979–1990.
Một đặc điểm nữa trong giai đoạn này là các thiết kế kiểu bull-pup, đưa băng đạn ra phía sau tay cầm nhằm làm giảm độ giật, tăng tính cân bằng cho súng và giảm chiều dài cho súng, do lúc này báng súng và máy súng trở thành cùng một bộ phận. Kiểu thiết kế này đã được chú ý từ lâu với TKB-408 của Liên Xô và EM-2 của Anh, tuy nhiên tới nhũng năm thuộc nửa cuối của thế kỷ XX mới được sử dụng rộng rãi. Các ví dụ về kiểu súng này gồm có FAMAS của Pháp, TAR-21 của Israel, SA80 của Anh, Kiểu 86S và QBZ-95 của Trung Quốc, SAR-21 của Singapore, Steyr AUG của Áo và Vektor CR-21 của Nam Phi. Hầu hết những mẫu súng này đều được trang bị một kính ngắm quang học thay thế cho hệ thống thước nhắm và đầu ruồi thông thường.

### Súng trường bắn tỉa với độ chính xác cao

#### Vai trò quan trọng của bắn tỉa
Ban đầu, khi súng trường còn sơ khai và đắt đỏ, vai trò duy nhất dành cho chúng là bắn tỉa. Các xạ thủ bắn tỉa được huấn luyện tốt để hoàn thành một trong hai mục tiêu: hạ những mục tiêu quan trọng nhất, hoặc hạ càng nhiều mục tiêu càng tốt trong một trận đánh kéo dài ngày. Vì lẽ đó, họ thường là những xạ thủ giỏi nhất, được tuyển chọn trong số ít những lính bộ binh chủ lực tinh nhuệ, có thị lực và giác quan hơn hẳn bình thường.
Sau này, khi khí tài bộ binh phát triển, đi kèm với đó là các chiến thuật quân sự thì vai trò dành cho lính bắn tỉa cũng được tăng lên. Chúng bao gồm: trinh sát, giám sát, chống bắn tỉa, tiêu diệt chỉ huy đối phương, hỗ trợ hỏa lực chính xác, lựa chọn mục tiêu có giá trị và phá hoại khí tài của đối phương.
Vai trò bắn tỉa hỗ trợ được người Anh và Mỹ áp dụng trước và trong Chiến tranh thế giới lần thứ nhất, nhưng phải đến cuộc Chiến tranh thế giới lần thứ hai thì mới trở thành một phần quan trọng trong cuộc chiến, đặc biệt là bởi quân đội Đức Quốc xã và Hồng Quân Liên Xô trong Chiến tranh Vệ Quốc Vĩ đại. Trong cuộc chiến này, hai bên đều có những xạ thủ với chiến tích hạ hàng trăm kẻ địch đối phương; thậm chí, một xạ thủ người Phần Lan là Simo Hayha đã khoảng 500 -700 lính Hồng Quân chỉ bằng một khẩu Mosin Nagant M1928 với thước ngắm thông thường. Những chiến công như vậy tạo ra sự hoang mang (thậm chí là hoảng loạn tâm lý) cho đối phương, buộc đối phương phải cẩn thận khi do thám – quan sát – chiến đấu và bị kìm hãm trong chiến hào của mình.